# Eugène Cormon
Eugène Cormon (egentligen Pierre Étienne Piestre), född den 5 maj 1811 i Lyon, död den 7 mars 1903 i Paris, var en fransk teaterförfattare, far till Fernand Cormon.
Cormon skrev under loppet av nära fem årtionden mer än 100 dramer, lustspel, vådeviller, operalibretter med mera, nästan alltid i samarbete med Dennery, Grangé, Carré och andra. Bland dessa pjäser kan nämnas Paris la nuit (1842; "Carl och Marie eller nattäfventyren", 1844), Le canal Saint-Martin (1845; "Saint-Martin-kanalen", 1850), Les paysans (1847; "Slottet Luxeuil", 1850), Le roman comique (1846; "Ett resande teatersällskap", 1853), Paris qui pleure et Paris qui rit (1852; "Löjen och tårar", 1862), Furnished apartment ("Rum att hyra", 1855), Les deux orphélines (1875; "De öfvergifna", 1887) liksom libretterna till Maillarts operor Le moulin des tilleuls (1849; "Qvarnen vid lindarne", 1852) och Les dragons de Villars (1856; "Villars dragoner", 1863) samt till Bizets Les pêcheurs de perles (1863).